# Spadochronowe Mistrzostwa Śląska 2017
Spadochronowe Mistrzostwa Śląska 2017 – odbyły się 25 czerwca 2017 na lotnisku Gliwice. Gospodarzem Mistrzostw był Aeroklub Gliwicki, a organizatorem Sekcja Spadochronowa Aeroklubu Gliwickiego. Patronat nad Mistrzostwami sprawował VII Oddział Związku Polskich Spadochroniarzy w Katowicach. Do dyspozycji skoczków był samolot An-2TD SP-AOB (piloci: Jacek Niezgoda i Marcin Woźniewski). Skoki wykonywano z wysokości 1000 m i opóźnieniem 0–5 sekund.

## Rozegrane kategorie
Mistrzostwa rozegrano w trzech kategoriach celności lądowania:
- indywidualnie
  - spadochronów szybkich – 3 kolejki skoków
  - spadochronów szkolnych – 2 kolejki skoków
- drużynowo
  - spadochronów szybkich.

## Kierownictwo Mistrzostw
- Sędzia Główny – Ryszard Koczorowski
- Sędzia Mistrzostw – Piotr Płotczyk
- Kierownik Sportowy – Jan Isielenis.

Źródło:

## Medaliści
Medalistów Spadochronowych Mistrzostw Śląska 2017 podano za: Jan Isielenis, Archiwum Sekcji Spadochronowej Aeroklubu Gliwickiego, 2017, s. 1–3.
| Konkurencja                         | Złoto               | Srebro          | Brąz               |
| Spadochrony szybkie – indywidualnie | Wojciech Kielar     | Jacek Huszcza   | Tymoteusz Tabor    |
| Spadochrony szkolne – indywidualnie | Dariusz Frąc        | Robert Okseniuk | Kamil Więcławik    |
| Spadochrony szybkie – drużynowo     | Gliwice Sky Masters | Lubelskie Opole | Pędziwiatr Gliwice |

## Wyniki
Wyniki Spadochronowych Mistrzostw Śląska 2017 podano za: Jan Isielenis, Archiwum Sekcji Spadochronowej Aeroklubu Gliwickiego, 2017, s. 1–3.
W Mistrzostwach brało udział 27 zawodników  Polska.

### Klasyfikacja indywidualna (celność lądowania – spadochronyszybkie)

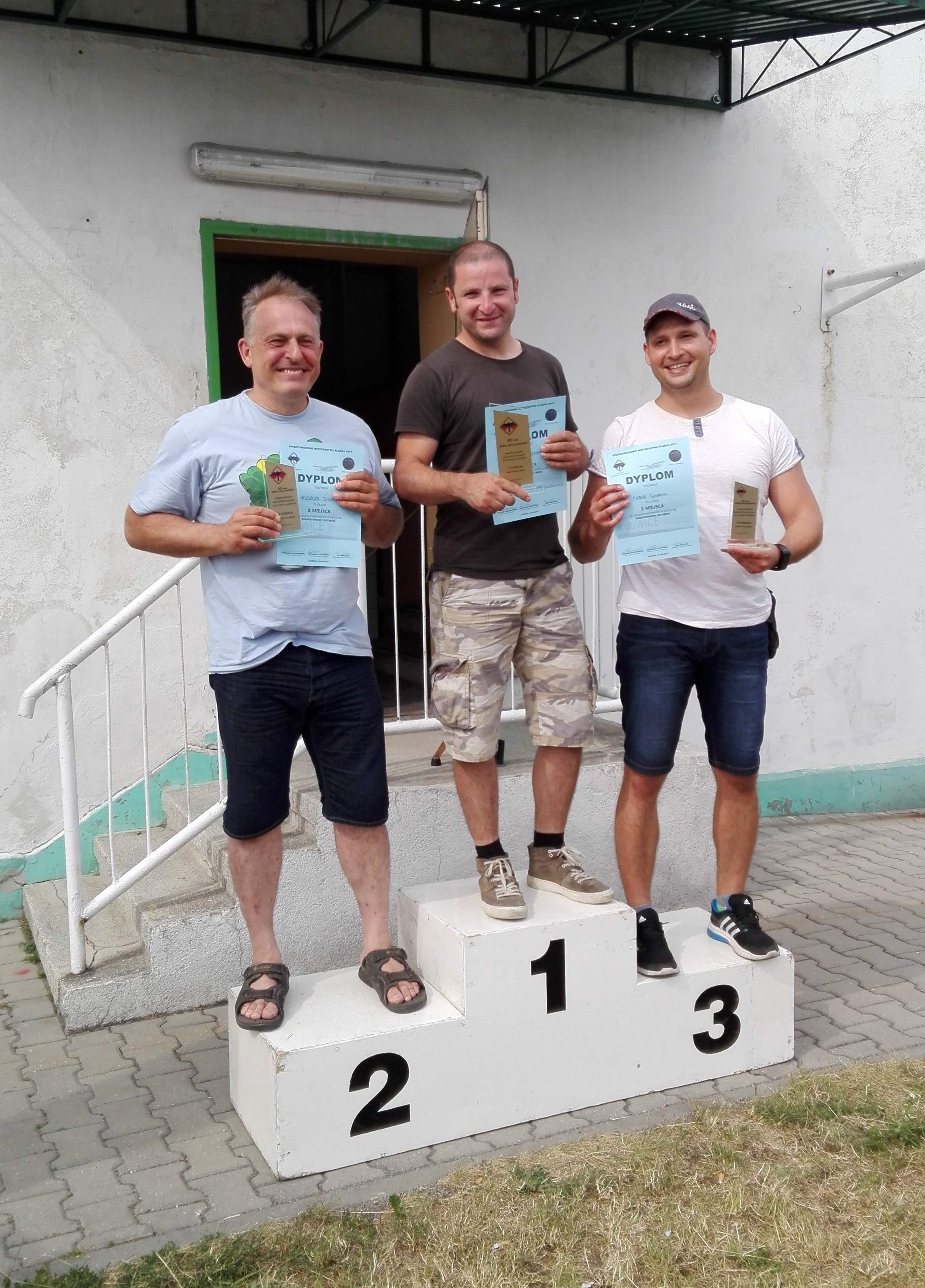
Zwycięzcy w kategorii – spadochrony szybkie

| Miejsce | Imię i nazwisko      | Skok 1  | Skok 2  | Skok 3  | Nota łączna |
| ------- | -------------------- | ------- | ------- | ------- | ----------- |
| 1.      | Wojciech Kielar      | 0,25 m  | 7,75 m  | 0,00 m  | 8,0 m       |
| 2.      | Jacek Huszcza        | 7,50 m  | 8,20 m  | 0,00 m  | 15,70 m     |
| 3.      | Tymoteusz Tabor      | 17,30 m | 0,00 m  | 3,00 m  | 20,30 m     |
| 4.      | Grzegorz Wawrzyniak  | 14,50 m | 9,70 m  | 0,70 m  | 24,90 m     |
| 5.      | Bartłomiej Ryś       | 20,00 m | 1,90 m  | 7,60 m  | 29,50 m     |
| 6.      | Andrzej Dziobal      | 5,50 m  | 7,60 m  | 18,80 m | 31,90 m     |
| 7.      | Dariusz Nawacki      | 20,00 m | 0,00 m  | 12,10 m | 32,10 m     |
| 8.      | Paweł Rey            | 20,00 m | 6,10 m  | 13,80 m | 39,90 m     |
| 9.      | Leszek Tomanek       | 20,00 m | 2,40 m  | 20,00 m | 42,40 m     |
| 10.     | Włodzimierz Karsznia | 20,00 m | 20,00 m | 5,10 m  | 45,10 m     |
| 11.     | Rafał Duda           | 20,00 m | 7,30 m  | 20,00 m | 47,30 m     |
| 12.     | Jarek Francik        | 11,20 m | 20,00 m | 19,90 m | 51,10 m     |
| 13.     | Mariusz Bieniek      | 11,60 m | 20,00 m | 20,00 m | 51,60 m     |
| 14.     | Jacek Bujny          | 20,00 m | 15,75 m | 20,00 m | 55,75 m     |
| 15.     | Danuta Polewska      | 19,50 m | 20,00 m | 20,00 m | 59,50 m     |
| 16–17.  | Mirosław Zakrzewski  | 20,00 m | 20,00 m | 20,00 m | 60,00 m     |
| 16–17.  | Marcin Krupa         | 20,00 m | 20,00 m | 20,00 m | 60,00 m     |

### Klasyfikacja indywidualna (celność lądowania – spadochronyszkolne)

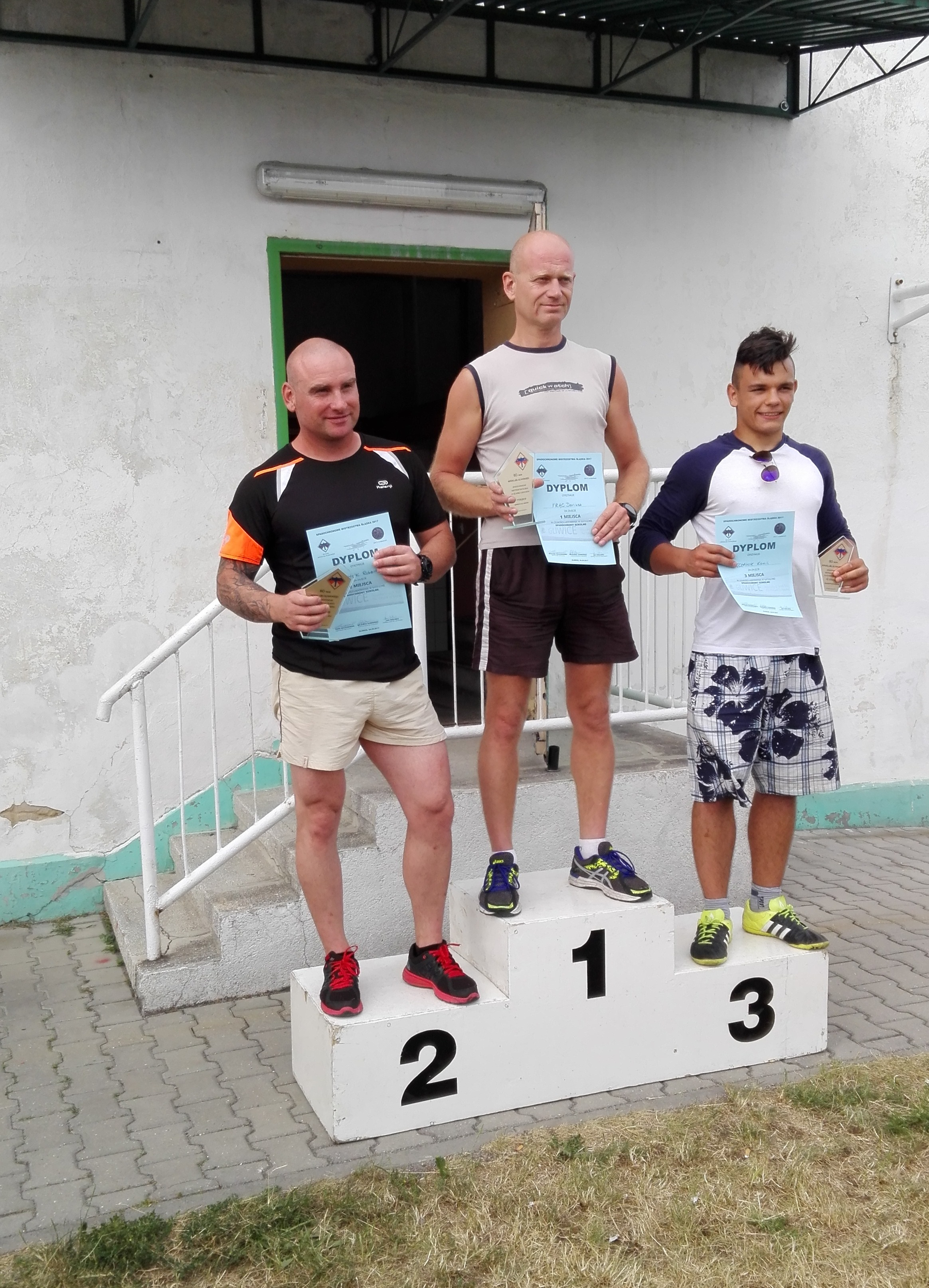
Zwycięzcy w kategorii – spadochrony szkolne

| Miejsce | Imię i nazwisko       | Skok 1    | Skok 2    | Nota łączna |
| ------- | --------------------- | --------- | --------- | ----------- |
| 1.      | Dariusz Frąc          | 28,0 m    | 32,0 m    | 60,0 m      |
| 2.      | Robert Okseniuk       | 53,0 m    | 8,0 m     | 61,0 m      |
| 3.      | Kamil Więcławik       | 43,0 m    | 30,0 m    | 73,0 m      |
| 4.      | Ryszard Kolewiński    | 28,0 m    | 100,0 m   | 128,0 m     |
| 5.      | Brygida Strojna       | 30,0 m    | 100,0 m + | 130,0 m +   |
| 6.      | Cezary Pawlikowski    | 79,0 m    | 60,0 m    | 138,0 m     |
| 7.      | Dariusz Koch          | 41,0 m    | 100,0 m + | 141,0 m +   |
| 8.      | Wojciech Drozdowski   | 99,0 m    | 100,0 m + | 199,0 m +   |
| 9.      | Jarosław Jakóbczyński | 100,0 m   | 100,0 m + | 200,0 m +   |
| 10.     | Michał Witas          | 100,0 m + | –         | 100,0 m +   |

### Klasyfikacja drużynowa (celność lądowania – spadochronyszybkie)

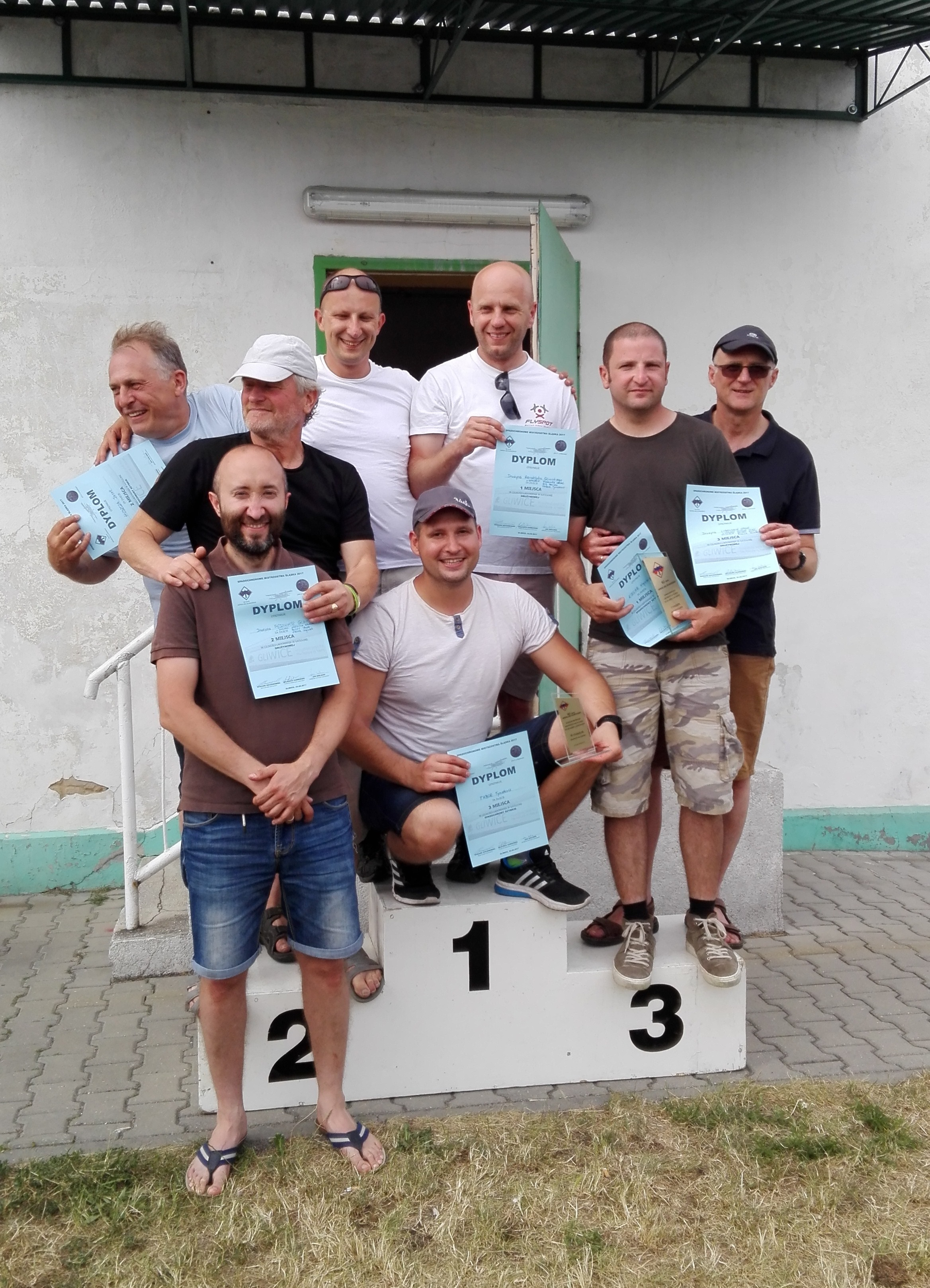
Zwycięzcy w kategorii drużynowej

| Miejsce | Drużyna             | Zawodnicy            | Wynik zawodnika | Wynik drużyny |
| ------- | ------------------- | -------------------- | --------------- | ------------- |
| 1.      | Gliwice Sky Masters | Tymoteusz Tabor      | 3 pkt           | 17 pkt        |
| 1.      | Gliwice Sky Masters | Bartłomiej Ryś       | 5 pkt           | 17 pkt        |
| 1.      | Gliwice Sky Masters | Leszek Tomanek       | 9 pkt           | 17 pkt        |
| 2.      | Lubelskie Opole     | Jacek Huszcza        | 2 pkt           | 20 pkt        |
| 2.      | Lubelskie Opole     | Dziobal Andrzej      | 6 pkt           | 20 pkt        |
| 2.      | Lubelskie Opole     | Jarek Francik        | 12 pkt          | 20 pkt        |
| 3.      | Pędziwiatr Gliwice  | Wojciech Kielar      | 1 pkt           | 25 pkt        |
| 3.      | Pędziwiatr Gliwice  | Włodzimierz Karsznia | 10 pkt          | 25 pkt        |
| 3.      | Pędziwiatr Gliwice  | Jacek Bujny          | 14 pkt          | 25 pkt        |
| 4.      | Inter               | Grzegorz Wawrzyniak  | 4 pkt           | 27 pkt        |
| 4.      | Inter               | Paweł Rey            | 8 pkt           | 27 pkt        |
| 4.      | Inter               | Danuta Polewska      | 15 pkt          | 27 pkt        |
| 5.      | Gliwice „Spoko”     | Dariusz Nawacki      | 7 pkt           | 34 pkt        |
| 5.      | Gliwice „Spoko”     | Rafał Duda           | 11 pkt          | 34 pkt        |
| 5.      | Gliwice „Spoko”     | Mirosław Zakrzewski  | 16 pkt          | 34 pkt        |